# Gran Muralla (astronomía)

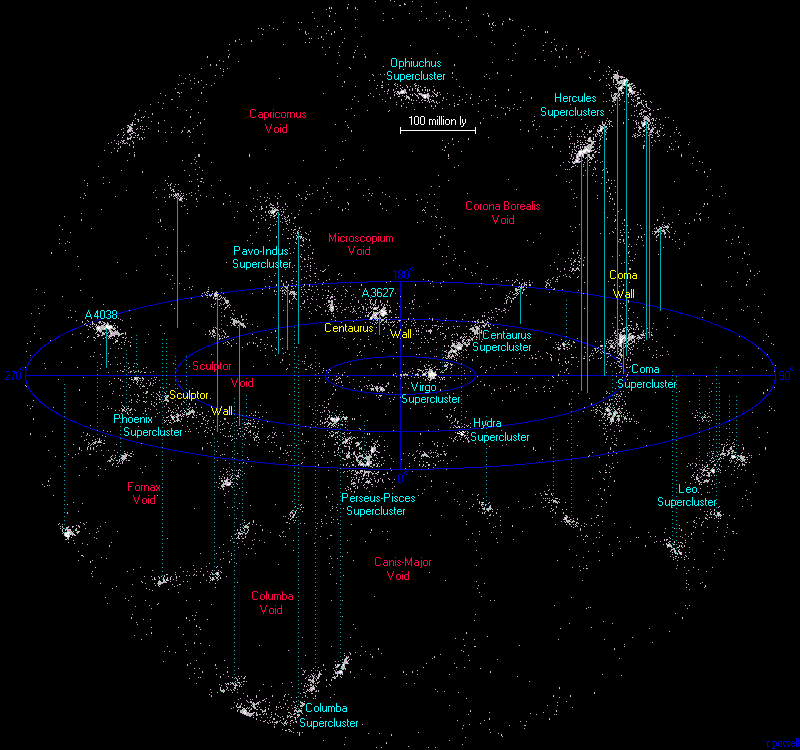

La Gran Muralla CfA2 (Segundo Catálogo del Centro de Astrofísica) o Muro de Coma es la tercera superestructura conocida más grande del universo. Compuesta de galaxias, está aproximadamente a 200 millones de años luz; sus dimensiones sobrepasan los 500 millones de años luz de largo, 300 millones de años luz de ancho y 15 millones de años luz de espesor. Está conformado por el Supercúmulo de Hércules y el Supercúmulo de Coma; este último incluye el Cúmulo de Coma y el Cúmulo de Leo.
Fue descubierta en 1989 por Margaret Geller y John Huchra, usando los datos de un sondeo de corrimiento al rojo.
No se sabe cuánto más se extiende la muralla, ya que el gas y el polvo existente en el plano de la Vía Láctea oscurece la visión. Esto, por el momento, ha impedido determinar si la muralla tiene fin o si continúa más allá de lo que podemos observar al presente.
En cuanto al origen de la Gran Muralla, actualmente se piensa que dichas estructuras se forman a lo largo y siguiendo hilos de materia oscura en forma de redes. Es dicha materia oscura la que dicta la estructura del universo a gran escala. La materia oscura atrae gravitacionalmente la materia normal, y es esta materia normal la que vemos formando largas y delgadas murallas, o paredes, de supercúmulos galácticos.

## Gran muralla Sloan
Una mayor estructura, conocida como Gran Muralla Sloan fue descubierta en octubre de 2003 por J. Richard Gott III, y Mario Juric, de la Universidad de Princeton, y sus colegas usando datos de la Sloan Digital Sky Survey. Las mediciones de esta estructura dieron una longitud de 1370 millones de años luz y estaría a una distancia aproximada de mil millones de años luz.
La Gran Muralla Sloan es cerca de tres veces mayor que la Gran Muralla de Geller y Huchra.
Sin embargo en el año 2013 fue descubierta la Gran Muralla de Hércules-Corona Boreal, la cual supera en casi 8 veces a la Gran muralla Sloan, incluso supera, en igual medida, a la "escala de homogeneidad", estructura homogénea e isótropo en que se pensaba que estaba constituido a gran escala el Universo, siendo hasta la fecha la estructura colosal más grande descubierta en el Universo Observable, la cual se ubica su parte central entre las constelaciones de Hércules y Corona-Boreal, observada desde la Tierra.